# Vasvári kistérség

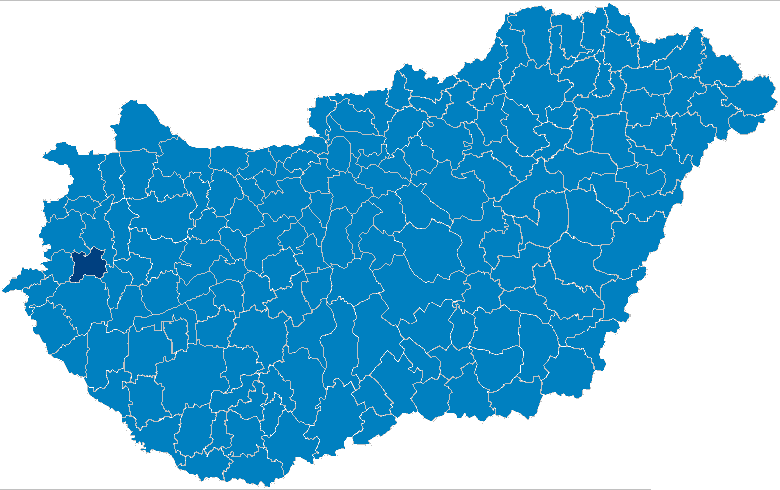
A Vasvári kistérség

A Vasvári kistérség egy kistérség volt Vas megyében, központja Vasvár volt. 2014-ben az összes többi kistérséggel együtt megszűnt.

## Települései
| Alsóújlak | Andrásfa     | Bérbaltavár   | Csehi      | Csehimindszent    |
| Csipkerek | Egervölgy    | Gersekarát    | Győrvár    | Hegyhátszentpéter |
| Kám       | Mikosszéplak | Nagytilaj     | Olaszfa    | Oszkó             |
| Pácsony   | Petőmihályfa | Püspökmolnári | Rábahídvég | Sárfimizdó        |
| Szemenye  | Telekes      | Vasvár        |            |                   |